# Legitymacja prasowa

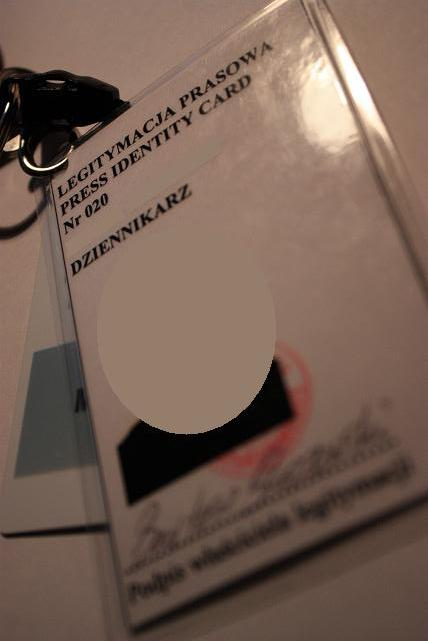
Przykładowa legitymacja prasowa

Legitymacja prasowa (potocznie zwana „prasówką”) – legitymacja stwierdzająca fakt wykonywania pracy dziennikarza w określonej redakcji prasowej, radiowej lub telewizyjnej. 
Legitymację prasową wydaje redaktor naczelny, który prawnie odpowiada za treści ukazujące się w kierowanym przez niego tytule prasowym, stacji radiowej lub telewizyjnej. Legitymacja dowodzi, że redaktor naczelny ma świadomość, iż osoba legitymująca się tym dokumentem jest mu znana, istotnie dla niego pracuje i że bierze on prawną odpowiedzialność za działalność tego pracownika.
Legitymacja ta jest zwykle wielkości karty kredytowej i znajduje się na niej: imię i nazwisko dziennikarza, nazwa tytułu prasowego, radia lub stacji telewizyjnej, data ważności, kontakt z redakcją oraz zdjęcie.
W wielu krajach, w tym w Polsce, status legitymacji prasowej nie jest regulowany prawnie, w związku z czym jest to dokument prywatny, a przepisy prawa nie określają jego wzoru ani treści. 